# Kaolinsee
Der Kaolinsee (auch Kaolinsee Hedwigsfreude) ist ein durch Kaolinabbau künstlich entstandenes Gewässer in der Nähe des Ortsteils Hohburg der Gemeinde Lossatal im Landkreis Leipzig.

## Lage und Gestalt
Der Kaolinsee liegt an der Nordwestseite des Kleinen Berges der Hohburger Berge. An der Nordseite des Sees führt die Verbindungsstraße K 8312 Hohburg–Kleinzschepa vorbei, an der sich ein Parkplatz befindet.

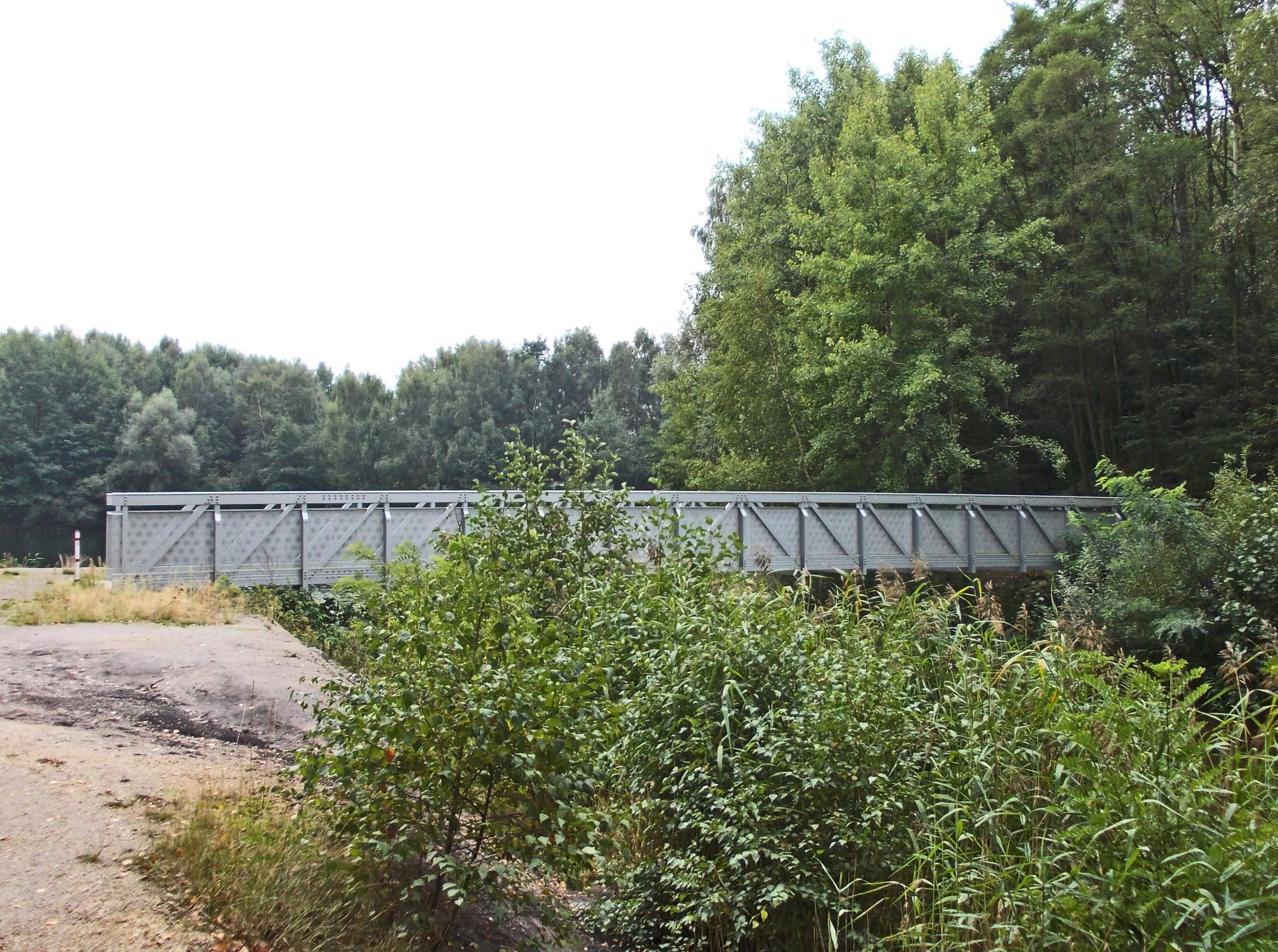
Brücke an der Engstelle

Der See besitzt eine Fläche von 8,3 Hektar. Durch eine etwa 40 m lange Engstelle wird er in einen großen nördlichen und einen kleineren südlichen Teil getrennt. An der Nordwestseite des nördlichen Teils liegt eine große Bungalowsiedlung. Die Engstelle des Sees wird durch eine etwa 20 Meter lange Brücke überspannt, die 2010 erneuert wurde und nach dem früheren Kaolinwerk den Namen Hedwigsfreude erhielt. In ihrer Nähe stehen noch Reste von Kaolin an.
Bis auf sein Westufer liegt der See im Landschaftsschutzgebiet Hohburger Berge.

## Geschichte
Als der Steinbruchbesitzer der Hohburger Berge, Freiherr Adolf von Schönberg (1864–1927), nach Braunkohle bohrte, stieß er auf feinen, weißen Ton, den er an die Königliche Porzellan-Manufaktur Berlin sandte, welche den Fund von hochwertigem Kaolin bestätigte. Daraufhin errichtete von Schönberg 1901 ein Kaolinwerk.

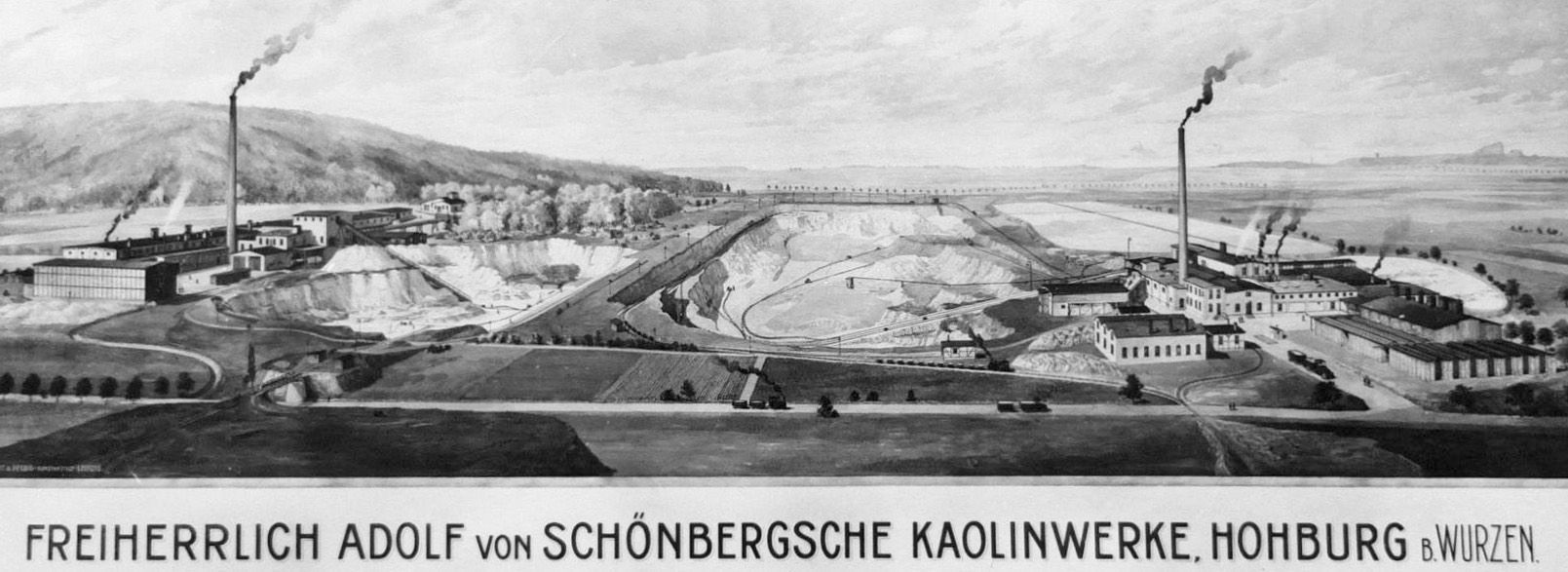
Kaolinwerke Hohburg (um 1918)

Ein Hohburger Mühlenbesitzer baute 1906 ein zweites Werk mit dem Namen Hedwigsfreude, benannt nach seiner Tochter. Es wurde 1915 von Schönberg übernommen, der beide Werke zusammen- und später sein erstes stilllegte.
In der DDR wurde das Werk als VEB Kaolinwerk Hohburg bis 1964 betrieben. Dann wurde die Grube zum See und das Werk zum VEB Mineralstoffgemische Hohburg (heute Hohburg Mineralfutter GmbH).

## Nutzung
Der Kaolinsee ist ein beliebtes Badegewässer mit einer großen Liegewiese mit Strand an der Westseite, reichlich von Wald umgeben und mit vielen versteckten Buchten und FKK-Abschnitten. Auch für Taucher ist der See interessant, da alte Fahrzeuge und Ähnliches beim Fluten zurückgelassen wurden. Auf einem etwa 1,8 km langen Rundweg kann man den See umwandern, 400 m kürzer bei Benutzung der Brücke. Der Sportfischerverein Hohburg e. V. nutzt ihn als Angelgewässer.